# Soukaina Fahsi
Soukaina Fahsi, née en 1993, est une musicienne, auteure-compositrice et chanteuse marocaine.

## Biographie
Elle naît en 1993 à El Jadida, et y grandit,.
En 2010, durant la préparation  du baccalauréat, elle participe à sa première résidence artistique organisée par l’institut français du Maroc, et consacrée à un spectacle, avec une représentation à  El Jadida puis, dans le cadre d’une autre résidence artistique, à Tanger,.
Elle participe ensuite, de 2011 à 2014, à un groupe local, avant d’entamer en 2015 une carrière en solo,. Ses mélodies sont inspirées aussi bien de flamenco, blues, jazz et des musiques africaines. Elle a appris le langage  et les notes traditionnelles, pour non seulement les transmettre, mais également pour en imprégner ses propres créations. Elle effectue également des reprises, comme par exemple d'œuvre d'une chanteuse marocaine bien connue du XIXe siècle, Kharboucha. Elle a une première expérience de scène internationale en 2014, avec une tournée  dans des pays européens (notamment au Portugal), mais aussi au Cap-vert,. En parallèle, elle continue à mener des études supérieures, quittant sa ville natale pour effectuer un master à Marrakech, avant d’y revenir pour préparer un doctorat en géologie, à l’université Chouaib Doukkali.
Elle participe en 2019 à l’émission libanaise Arabs' Got Talent, jusqu’au demi-finales, ce qui renforce sa notoriété dans le monde arabe. Toujours en 2019, elle effectue une tournée en Croatie, Slovénie, France, Italie, Portugal et Espagne. Elle se produit également sur plusieurs scènes marocaines, notamment au Festival culturel international d’Assilah, au Festival Timitar d'Agadir, et au Festival Visa for Music de Rabat, ainsi qu’aux Journées musicales de Carthage. À plusieurs reprises, elle représente le Maroc dans le festival portugais Sete Sois, Sete Luas, à Ponte de Sor.